# William Gully
William Court Gully, wicehrabia Selby (ur. 29 sierpnia 1835, zm. 6 listopada 1909) – brytyjski polityk i adwokat, od 1886 do 1905 deputowany do Izby Gmin okręgu Carlisle z ramienia Partii Liberalnej, spiker (przewodniczący) Izby Gmin od 1895 do 1905 
Ukończył Trinity College na Uniwersytecie Cambridge.